# Jindřich (Vorname)
Jindřich ist ein männlicher Vorname. Er ist die tschechische Form des Namens Heinrich.

## Namensträger
- Jindřich Andrial (1888–1959), tschechoslowakischer Diplomat
- Jindřich Šimon Baar (1869–1925), tschechischer katholischer Priester und Schriftsteller
- Jindřich Balcar (1950–2013), tschechoslowakischer Skispringer
- Jindřich Bišický (1889–1949), österreichischer Kriegsreporter im Ersten Weltkrieg
- Jindřich Chrtek (1930–2008), tschechischer Botaniker
- Jindřich Feld (1925–2007), tschechischer Komponist
- Jindřich Freiwald (1890–1945), tschechischer Architekt
- Jindřich Fritz (1912–1984), tschechischer Schachkomponist
- Jindřich Halabala (1903–1978), tschechischer Möbeldesigner und Hochschullehrer
- Jindřich Heisler (1914–1953), tschechischer Autor und Maler des Surrealismus
- Jindřich Honzl (1894–1953), tschechischer Regisseur und Theatertheoretiker
- Jindřich Hořejší (1886–1941), tschechischer Dichter und Übersetzer
- Jindřich Jindřich (1876–1967), tschechischer Komponist, Pianist und Ethnograph
- Jindřich Kumpošt (1891–1968), tschechischer Architekt
- Jindřich Marco (1921–2000), tschechischer Fotograf und Numismatiker
- Jindřich Maudr (1906–1990), tschechoslowakischer Ringer
- Jindřich Nečas (1929–2002), tschechischer Mathematiker und Hochschullehrer
- Jindřich Panský (* 1960), tschechischer Tischtennisspieler
- Jindřich Polák (1925–2003), tschechischer Filmregisseur mit Schwerpunkt im Bereich des Kinderfilms
- Jindřich Praveček (1909–2000), tschechischer Komponist und Dirigent
- Jindřich Štyrský (1899–1942), tschechischer Maler, Fotograf, Grafiker, Dichter und Kunsttheoretiker
- Jindřich Svoboda (* 1952), tschechischer Fußballspieler
- Jindřich Vodička (* 1952), tschechischer Politiker
- Jindřich Vydra (* 1930), tschechischer Maler und Mosaikkünstler